# Ann Lee
Cet article concerne la chanteuse d'Eurodance britannique. Pour la leader de l'Organisation de la Société Unie des Croyants, voir Ann Lee (Shakers).
Pour les articles homonymes, voir Lee.
Ann Lee (née Annerley Emma Gordon le 12 novembre 1967 à Sheffield) est une chanteuse britannique. Elle est surtout connue pour son hit 2 Times sorti en 1999.

## Biographie
Après son arrivée en Italie à la fin des années 1980, Lee participe au chant à de nombreux singles estampillés Eurodance sous divers noms comme Charme, Anne, Ally and Jo, DJ Space'C, Lolita, A Kay BJ, Alex, Wienna et TH Express. Elle publie plusieurs singles Eurobeat en solo singles au label italien A.Beat-C. sous les noms d'Annerley Gordon et Annalise. Gordon est créditée pour avoir participé à la chanson Rhythm of the Night du groupe Corona, publiée en Italie en décembre 1993 au label DWA.
Son premier single solo sous le nom d'Ann Lee est 2 Times, publié en 1998. Il est réédité en 1999 et devient un Top 10 en Autriche, France, Allemagne, Italie, Pays-Bas, Norvège, en Australie et en Nouvelle-Zélande. Il se classe au deuxième au Royaume-Uni et atteint la première place en Région flamande (Belgique) et au Danemark. Au Canada, il atteint la 14e place des charts. 2 Times est utilisé dans le film Folles de lui.
Le deuxième single d'Ann Lee single, Voices, se popularise beaucoup moins, n'atteignant que le top 10 en République tchèque, au Danemark et en Espagne, et le top 30 au Royaume-Uni. En 2007, Lee revient avec un nouvel album, So Alive, et le single Catches Your Love. En 2009, Lee publie un nouveau single, 2 People, au label Off Limits. En décembre la même année, Lee s'occupe du chant sur le single I Get the Feeling de Favretto, aussi publié par Off Limits.

## Vie personnelle
Annerley Gordon achète une maison en Italie en 2005, et met au monde son enfant la même année.

## Discographie

### Albums studio
- 1999 : Dreams
- 2007 : So Alive

### Singles
| Année                                        | Single       | Meilleure position | Meilleure position | Meilleure position | Meilleure position | Meilleure position | Meilleure position | Meilleure position | Meilleure position | Meilleure position | Meilleure position | Certifications                                          | Album          |
| Année                                        | Single       | R-U                | AU                 | AUT                | BEL (Fl)           | CAN ,              | FRA                | ALL                | IRL                | P-B                | ESP                | Certifications                                          | Album          |
| -------------------------------------------- | ------------ | ------------------ | ------------------ | ------------------ | ------------------ | ------------------ | ------------------ | ------------------ | ------------------ | ------------------ | ------------------ | ------------------------------------------------------- | -------------- |
| 1999                                         | 2 Times      | 2                  | 4                  | 3                  | 1                  | 14                 | 9                  | 5                  | 2                  | 4                  | 13                 | - BPI : or - ARIA : Platine - BVMI : or - IFPI AUT : or | Dreams         |
| 1999                                         | Voices       | 27                 | —                  | 18                 | 13                 | —                  | 57                 | 53                 | —                  | 55                 | 6                  |                                                         | Dreams         |
| 2000                                         | Ring My Bell | —                  | —                  | —                  | —                  | —                  | 61                 | —                  | —                  | —                  | 17                 |                                                         | Dreams         |
| 2001                                         | So Deep      | —                  | —                  | —                  | —                  | —                  | —                  | —                  | —                  | —                  | —                  |                                                         | Dreams         |
| 2003                                         | No No No     | —                  | —                  | —                  | —                  | —                  | —                  | —                  | —                  | —                  | —                  |                                                         | Single à part  |
| 2007                                         | No No No     | —                  | —                  | —                  | —                  | —                  | —                  | —                  | —                  | —                  | —                  |                                                         | So Alive       |
| 2007                                         | 2 Times 2007 | —                  | —                  | —                  | —                  | —                  | —                  | —                  | —                  | —                  | —                  |                                                         | Singles à part |
| 2009                                         | 2 People     | —                  | —                  | —                  | —                  | —                  | —                  | —                  | —                  | —                  | —                  |                                                         | Singles à part |
| « — » montre qu'un classement n'est atteint. |              |                    |                    |                    |                    |                    |                    |                    |                    |                    |                    |                                                         |                |